# Cheilotrichia imbuta
Cheilotrichia imbuta är en tvåvingeart som först beskrevs av Johann Wilhelm Meigen 1818.  Cheilotrichia imbuta ingår i släktet Cheilotrichia och familjen småharkrankar. Arten är reproducerande i Sverige. Inga underarter finns listade i Catalogue of Life.